# IC 5140
IC 5140 је спирална галаксија у сазвјежђу Индијанац која се налази на листи објеката дубоког неба у Индекс каталогу.
Деклинација објекта је - 67° 19' 52" а ректасцензија 21h 54m 15,8s. Привидна величина (магнитуда) објекта IC 5140 износи 14,5 а фотографска магнитуда 15,2. Налази се на удаљености од 47,587 милиона парсека од Сунца. IC 5140 је још познат и под ознакама ESO 75-37, FGCE 1664, PGC 67613.